# Lepidonotus elongatus
Lepidonotus elongatus är en ringmaskart som beskrevs av Marenzeller 1902. Lepidonotus elongatus ingår i släktet Lepidonotus och familjen Polynoidae. Inga underarter finns listade i Catalogue of Life.